# Pontiometra
Pontiometra is een geslacht van haarsterren uit de familie Colobometridae.

## Soort
- Pontiometra andersoni (Carpenter, 1889)